# Alexandra Malzer
Pour les articles homonymes, voir Malzer.
Alexandra Malzer est une joueuse de hockey sur gazon britannique. Elle évolue au poste d'attaquante à University of Nottingham et avec les équipes nationales anglaise et britannique.

## Biographie
Alexandra est née le 19 août 2000 en Angleterre.

## Carrière
Elle a fait ses débuts le 27 avril 2019 contre les États-Unis avec l'équipe première britannique à Londres lors de la Ligue professionnelle 2019.